# Талат Джафери
Талат Джафери (на албански: Talat Xhaferi; на македонска литературна норма: Талат Џафери) е политик от Северна Македония от партията ДСИ, председател на парламента на Северна Македония и министър-председател на страната от 28 януари до 24 юни 2024 г.

## Биография
Талат Джафери е роден на 15 април 1962 година в гостиварското село Форино. Завършва в основното училище в съседното село Чегране и продължава средното си образование във военно училище в Белград. Учи във Военната академия на сухопътните войски на ЮНА в Белград. Специализира във Военната академия „Михайло Апостолски“ в Скопие и във военна академия Сараево.
От 1985 до 1991 година е офицер в ЮНА, а от 1992 до 2001 година е офицер в Армията на Република Македония. Участва във Военния конфликт в Република Македония през 2001 година, като висш офицер на АРМ. През април дезертира и се включва в Армията за национално освобождение, където е известен с псевдонима Командир Форина.
В периодите 2002 – 2004 и 2008 – 2013 година е депутат в Събранието на Република Македония. От 2013 до 2014 година е министър на отбраната в третото правителство на Никола Груевски. Назначението му поражда протести в Скопие, които завършват с кървави сблъсъци. След това отново е депутат. На 27 април 2017 година е избран за председател на Събранието на Република Македония, което предизвиква щурм и насилие в парламента от страна на привърженици на ВМРО-ДПМНЕ. Парламентарната група на тази партия не признава неговия избор за легитимен.
На 28 януари 2024 г. той е избран за министър-председател на техническото правителство, което следва да проведе парламентарни избори през май 2024 г. 